# Ziemia w transie
Ziemia w transie (port. Terra em Transe) – brazylijski dramat polityczny z 1967 roku w reżyserii Glaubera Rochy. Obraz należy do nurtu nowego kina brazylijskiego lat 60. XX w., tzw. Cinema Novo. Stanowił alegorię wydarzeń z najnowszej historii Brazylii, w której doszło do zamachu stanu zaledwie na trzy lata przed powstaniem filmu.
Film miał swoją premierę 3 maja 1967 roku w sekcji konkursowej na 20. MFF w Cannes, gdzie zdobył Nagrodę FIPRESCI. Obraz wyróżniono też główną nagrodą Złotego Lamparta na MFF w Locarno.

## Fabuła
W fikcyjnym latynoamerykańskim państwie o nazwie Eldorado trwa zacięta polityczna walka o władzę. Idealistyczny dziennikarz Paulo Martins sprzeciwia się obydwu równie skorumpowanym rywalizującym ze sobą kandydatom - pseudopopuliście i konserwatyście. Martins jest rozdarty pomiędzy szaleńczymi zakusami elit Eldorado i pełnym zaślepienia poddaństwem mas.

## Obsada
- Jardel Filho – Paulo Martins
- Paulo Autran – Porfirio Díaz
- José Lewgoy – Felipe Vieira
- Glauce Rocha – Sara
- Paulo Gracindo – Don Julio Fuentes
- Hugo Carvana – Alvaro
- Danuza Leão – Silvia
- Joffre Soares – ojciec Gil
- Modesto De Souza – senator
- Mário Lago – kapitan
- Flávio Migliaccio – człowiek z gminu
- Thelma Reston – żona Felício
- José Marinho – Jerônimo
- Francisco Milani – Aldo
- Paulo César Peréio – student[4]

## Produkcja
Zdjęcia kręcono w Rio de Janeiro.